# Filip Šovagović
Filip Šovagović, född 13 september 1966 i Zagreb, är en kroatisk skådespelare.
Filip Šovagović debuterade 1988 i filmen Život sa stricem.
Šovagović spelade mellan 2004 och 2007 rollen som Ivica Zadro i den kroatiska situationskomedin Naša mala klinika på Nova TV.. Han är mest känd för sin roll som Cera i filmen Ingenmansland som vann Oscar. 